# 物語の類型
物語の類型（ものがたりのるいけい）とは、類似の物語をカテゴライズしたものである。

## 概論
人が接する数々の物語には類似のものが多く認められ、こうした物語を類型として捉えることは各ジャンル内で、あるいはジャンルを跨って多く行われてきた。ただし、物語の類型化には様々なアプローチがある。物語に登場する人物類型によるもの、物語を構成するモチーフによるもの、物語の構成そのものであるプロットによるもの、物語のストーリーによるもの、物語の表現様式によるものなどであるが、多くの場合はストーリー、プロットもしくはモチーフに基づく類型化を指す。
物語を類型に分けるということは、神話や民話など「物語」を研究する上では基本、かつ重要なことであり、その歴史は古い。例えば、帝政ローマ期の著述家、プルタルコスが、オシリス・イシス神話をギリシア神話と比較して解釈しようとしたことが知られている。
世界的によく知られている研究としては、1910年にアンティ・アールネが出した『The Types of the Folktale: A Classification and bibliography』（FFC 184）」をスティス・トンプソンが増補して作られた分類、AT分類があり、これは今日でも物語研究者達の間で共通のインデックスとして認識されている。これを日本の昔話に適用したのが1976年に池田弘子が発表した『A Type and Motif Index of Japanese Folk-Literature』であるが、これらは上位分類が表現形式によるもので、下位分類がモチーフに基づくものとなっている。
日本では1936年に柳田國男が民話の分類を試み、『日本昔話名彙』にまとめている。その後関敬吾や稲田浩二らが、収録話数や話型を大幅に拡充し、さらにAT番号を振って世界的な対比を可能としている。詳細は「アールネ・トンプソンのタイプ・インデックス#日本の昔話」を参照。
1960年代にクロード・レヴィ=ストロースによる神話の分析（構造解析）が注目を集め、それと共に再発見されたのがウラジーミル・プロップによる『昔話の形態学』（1928）である。プロップはこの中で、ロシアの魔法昔話に現れる「物語機能」（今でいうところのモチーフに相当するもの）は31個であり、物語の中でほぼ一定の順番で現れることを示した。つまり、バリエーションによる差異はあるものの、ロシアで伝えられていた魔法昔話はすべて同一構造（同一プロット）を有するとプロップは唱えたのである。この発見は、構造主義の流行の中で民話学の枠を超えた影響を及ぼし、多種多様な作品群も物語構造に注目すれば似たようなものであるという認識をもたらした。たとえば、蓮実重彦『小説から遠く離れて』（1989年）のように、村上春樹、井上ひさし、丸谷才一、村上龍、大江健三郎、中上健次といったまるで異なる傾向の作家の小説を構造分析して、共通するモチーフをあぶり出すといった評論が現れている。
神話学、民話学のみならず、そのほかの多くのジャンルにおいても物語の分類は多く試みられている。例えば、ミステリ作品をトリックで分類する『類別トリック集成』が江戸川乱歩によって1953年に発表された。

## 類型
勧善懲悪
必殺シリーズ、南総里見八犬伝、水戸黄門など
貴種流離譚
日本神話のスサノオ、ギリシャ神話のヘラクレス、精霊の守り人のチャグム皇太子、典型的には鉢かつぎ姫、劉備、復活を経ないヤマトタケルや源義経など
異種婚姻譚
鶴の恩返し、一寸法師など
異常誕生譚
飴買い幽霊
見るなのタブー
鶴の恩返し、浦島太郎、日本神話のイザナギとイザナミ、パンドラの箱、ロトの妻の塩柱など
変身譚
狼男、化け猫、クシナダヒメなど
異郷訪問譚
浦島太郎など
継子いじめ譚
シンデレラなど
末子成功譚
三匹の子豚など
致富譚
わらしべ長者など
感生伝説
豊臣秀吉、劉邦、朱元璋など
申し子譚
夫婦が神仏などに祈願した結果、何らかの形で子供を授かる物語の類型。
玉水物語など
セカイ系
ほしのこえなど
なろう系
難破物語
シンドバードの航海、 ハイイ・イブン・ヤクザーン、ロビンソン・クルーソーなど
また、脚本家のブレイク・スナイダーは著書で下記の10の類型を提唱している。
家のなかのモンスター
死ぬより恐ろしい「怪物」
怪物が入り込んだ逃げ場のない「家」
怪物を呼び込んだ「罪」
金の羊毛
「道」、主人公を道草させる「路傍の林檎」
ともに旅する「チーム」
求める「報酬」
魔法のランプ
誰かの「願い」
魔法に伴う「規則」
「教訓」
難題に直面した凡人
無垢な主人公
突然の出来事
生死の危機
人生の岐路
人生の問題
誤った方法
主人公の変化
相棒愛
不完全な主人公
主人公の穴を埋める相棒
主人公と相棒の複雑さ
なぜやったのか?
探偵
秘密
暗雲
おバカさんの勝利
おバカさん
権威・内通者
変容
組織のなかで
組織
選択
犠牲
スーパーヒーロー
特別な力を持つヒーロー
ヒーローと同等以上の自作の能力を持つ宿敵
ヒーローの敗北・克服すべき呪い